# Adam Frączek
Adam Stanisław Frączek (ur. 1 listopada 1935 w Podegrodziu, zm. 18 października 2020) – polski psycholog, profesor nauk humanistycznych, rektor Akademii Pedagogiki Specjalnej im. Marii Grzegorzewskiej w Warszawie przez trzy kadencje.

## Życiorys
W 1958 ukończył studia z zakresu psychologii na Uniwersytecie Warszawskim, w 1965 uzyskał na tej uczelni stopień doktora nauk humanistycznych w zakresie psychologii. Habilitował się w 1977 również na UW. W 1987 otrzymał tytuł profesorski w zakresie nauk humanistycznych. Pracował na Wydziale Pedagogicznym UW, w Instytucie Psychiatrii i Neurologii oraz Instytucie Psychologii Polskiej Akademii Nauk, związany także z Akademią Pedagogiki Specjalnej im. Marii Grzegorzewskiej w Warszawie (m.in. jako profesor zwyczajny w Katedrze UNESCO im. Janusza Korczaka Interdyscyplinarnych Studiów nad Rozwojem i Dobrostanem Dziecka). Był także rektorem tej uczelni w latach 1991–1994 i 2002–2008 (łącznie przez trzy kadencje). Na UW kierował Katedrą Psychologii Edukacyjnej. W 1971 został członkiem Komitetu Nauk Psychologicznych PAN. Wchodził w skład rad redakcyjnych czasopism, tj. „Aggressive Behavior”, „Polish Psychological Bulletin”, „Studia Psychologiczne”.
W pracy naukowej zajmował się głównie problematyką agresji i innych zjawisk z zakresu patologii społecznej i psychopatologii, ze szczególnym nastawieniem na badanie i przeciwdziałanie tym zjawiskom wśród młodzieży. Był zaangażowany także w działalność społeczną i charytatywną, m.in. jako przewodniczący rady programowej Fundacji Rozwoju Dzieci im. Jana Amosa Komeńskiego oraz członek zarządu Krajowego Funduszu na rzecz Dzieci.
Pochowany na cmentarzu w Radości.

## Odznaczenia
W 2011, za wybitne zasługi w pracy naukowo-dydaktycznej, za osiągnięcia w działalności charytatywnej i społecznej, został odznaczony  Krzyżem Kawalerskim Orderu Odrodzenia Polski.

## Wybrane publikacje
- Studia nad psychologicznymi mechanizmami czynności agresywnych (1979, współredaktor).
- Socjalizacja i agresja (1993, współautor).
- Agresja wśród dzieci i młodzieży (1996, współautor).